# Gran Premio d'Italia 2006
Il Gran Premio d'Italia 2006 è stata la quindicesima prova della stagione 2006 del campionato mondiale di Formula 1. La gara si è tenuta domenica 10 settembre sull'autodromo nazionale di Monza ed è stata vinta dal tedesco Michael Schumacher su Ferrari, al novantesimo successo in carriera; Schumacher ha preceduto all'arrivo il finlandese Kimi Räikkönen su McLaren-Mercedes e il polacco Robert Kubica su BMW Sauber.

## Vigilia

### Sviluppi futuri
Il pilota tedesco della Ferrari, Michael Schumacher, annuncia il suo ritiro dalla Formula 1, al termine della stagione 2006. Per la successiva stagione verrà sostituito dal finlandese Kimi Räikkönen.

### Aspetti sportivi
La scuderia russa Midland è stata acquistata dalla casa automobilistica nederlandese Spyker. La squadra correrà gli ultimi tre Gran Premi del 2006 con il nome Spyker MF1 Racing e con licenza nederlandese.

## Prove

### Risultati
Nella prima sessione del venerdì si è avuta questa situazione:
| Pos | Nº | Pilota           | Costruttore       | Tempo    | Gap    | Giri |
| --- | -- | ---------------- | ----------------- | -------- | ------ | ---- |
| 1   | 38 | Sebastian Vettel | BMW Sauber        | 1'23"263 |        | 22   |
| 2   | 17 | Robert Kubica    | BMW Sauber        | 1'23"745 | +0"482 | 5    |
| 3   | 35 | Alexander Wurz   | Williams-Cosworth | 1'23"868 | +0"605 | 19   |

Nella seconda sessione del venerdì si è avuta questa situazione:
| Pos | Nº | Pilota             | Costruttore | Tempo    | Gap    | Giri |
| --- | -- | ------------------ | ----------- | -------- | ------ | ---- |
| 1   | 38 | Sebastian Vettel   | BMW Sauber  | 1'22"631 |        | 29   |
| 2   | 5  | Michael Schumacher | Ferrari     | 1'23"138 | +0"507 | 11   |
| 3   | 6  | Felipe Massa       | Ferrari     | 1'23"182 | +0"551 | 12   |

Nella sessione del sabato mattina si è avuta questa situazione:
| Pos | Nº | Pilota             | Costruttore | Tempo    | Gap    | Giri |
| --- | -- | ------------------ | ----------- | -------- | ------ | ---- |
| 1   | 6  | Felipe Massa       | Ferrari     | 1'21"665 |        | 12   |
| 2   | 16 | Nick Heidfeld      | BMW Sauber  | 1'22"052 | +0"387 | 13   |
| 3   | 5  | Michael Schumacher | Ferrari     | 1'22"257 | +0"592 | 14   |

## Qualifiche

### Resoconto
In Italia le qualifiche contano ben poco, dato che a Monza i sorpassi sono abbastanza facili. Nella Q1, viene eliminato Mark Webber. Oltre all'australiano vanno fuori le Super Aguri, le Midland e il pilota di casa Vitantonio Liuzzi. A ottenere il miglior tempo, tra le urla della folla, è Michael Schumacher, mentre sorprende una BMW Sauber, quella di Nick Heidfeld, seconda.
Nella Q2 va fuori un altro dei piloti di casa, Jarno Trulli, staccato di neanche un decimo da Pedro de la Rosa. Oltre a Trulli, vengono eliminate le due Red Bull, le Toyota, Scott Speed e la Williams di Nico Rosberg. Il primo tempo va a Felipe Massa, mentre continuano a stupire le BMW Sauber, con secondo, questa volta, Robert Kubica.
Nella Q3, la pole sembra dover andare a Schumacher, però arriva il suo sostituto, Kimi Räikkönen, che ruba la piazza al tedesco. Dietro ai due, ancora veloce, la BMW Sauber di Nick Heidfeld, accompagnata dall'altra Ferrari di Felipe Massa. Fernando Alonso parte decimo per un presunto rallentamento ai danni di Felipe Massa.

### Risultati
Nella sessione di qualifica si è avuta questa situazione:
| Pos | Nº | Pilota               | Costruttore       | Q1       | Q2          | Q3       | Griglia |
| --- | -- | -------------------- | ----------------- | -------- | ----------- | -------- | ------- |
| 1   | 3  | Kimi Räikkönen       | McLaren-Mercedes  | 1'21"994 | 1'21"349    | 1'21"484 | 1       |
| 2   | 5  | Michael Schumacher   | Ferrari           | 1'21"711 | 1'21"353    | 1'21"486 | 2       |
| 3   | 16 | Nick Heidfeld        | BMW Sauber        | 1'21"764 | 1'21"425    | 1'21"653 | 3       |
| 4   | 6  | Felipe Massa         | Ferrari           | 1'22"028 | 1'21"225    | 1'21"704 | 4       |
| 5   | 12 | Jenson Button        | Honda             | 1'22"512 | 1'21"572    | 1'22"011 | 5       |
| 6   | 17 | Robert Kubica        | BMW Sauber        | 1'22"437 | 1'21"270    | 1'22"258 | 6       |
| 7   | 4  | Pedro de la Rosa     | McLaren-Mercedes  | 1'22"422 | 1'21"878    | 1'22"280 | 7       |
| 8   | 11 | Rubens Barrichello   | Honda             | 1'22"640 | 1'21"688    | 1'22"787 | 8       |
| 9   | 2  | Giancarlo Fisichella | Renault           | 1'22"486 | 1'21"722    | 1'23"175 | 9       |
| 10  | 1  | Fernando Alonso      | Renault           | 1'21"747 | 1'21"526    | 1'25"688 | 10      |
| 11  | 8  | Jarno Trulli         | Toyota            | 1'22"093 | 1'21"924    | N.D.     | 11      |
| 12  | 10 | Nico Rosberg         | Williams-Cosworth | 1'22"581 | 1'22"203    | N.D.     | 12      |
| 13  | 7  | Ralf Schumacher      | Toyota            | 1'22"622 | 1'22"280    | N.D.     | 13      |
| 14  | 14 | David Coulthard      | RBR-Ferrari       | 1'22"618 | 1'22"589    | N.D.     | 14      |
| 15  | 21 | Scott Speed          | STR-Cosworth      | 1'22"943 | 1'23"165    | N.D.     | 15      |
| 16  | 15 | Christian Klien      | RBR-Ferrari       | 1'22"898 | senza tempo | N.D.     | 16      |
| 17  | 20 | Vitantonio Liuzzi    | STR-Cosworth      | 1'23"043 | N.D.        | N.D.     | 17      |
| 18  | 19 | Christijan Albers    | MF1-Toyota        | 1'23"116 | N.D.        | N.D.     | 18      |
| 19  | 9  | Mark Webber          | Williams-Cosworth | 1'23"341 | N.D.        | N.D.     | 19      |
| 20  | 18 | Tiago Monteiro       | MF1-Toyota        | 1'23"920 | N.D.        | N.D.     | 20      |
| 21  | 22 | Takuma Satō          | Super Aguri-Honda | 1'24"289 | N.D.        | N.D.     | 21      |
| 22  | 23 | Sakon Yamamoto       | Super Aguri-Honda | 1'26"001 | N.D.        | N.D.     | 22      |

In grassetto sono indicate le migliori prestazioni in Q1, Q2 e Q3.

## Gara

### Resoconto

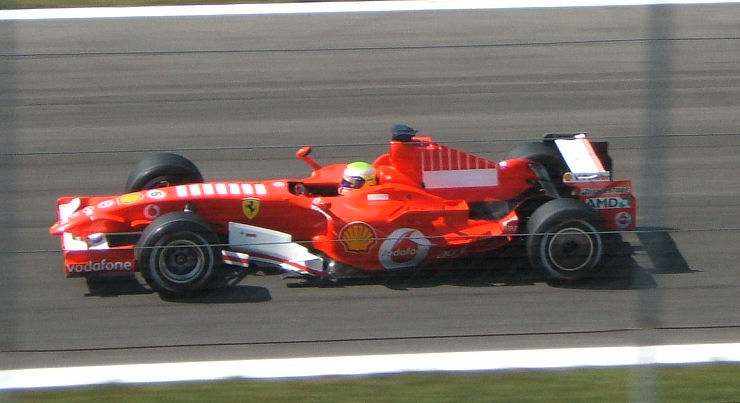
Felipe Massa mentre guida la sua Ferrari durante il Gran Premio

Kimi Räikkönen mantiene la testa al via mentre Michael Schumacher deve difendersi da Nick Heidfeld alla prima variante. Il tedesco della BMW è poi protagonista di un primo giro disastroso che chiude al settimo posto, dietro anche a Robert Kubica, Felipe Massa, Jenson Button e Fernando Alonso. La coppia di testa prende il largo al ritmo di un secondo al giro fino allo primo stop di Raikkonen al giro 15. Schumacher si ferma due giri dopo, sopravanzando il rivale. Alonso riesce invece a passare Button dopo il pit-stop, salendo al quinto posto e iniziando ad avvicinare la coppia Kubica-Massa. Il distacco tra i primi due resta costantemente sotto i tre secondi fino al secondo stop di Raikkonen al giro 38, i due ferraristi si fermano al giro seguente, Kubica e Alonso al quarantesimo. Se davanti nulla cambia, Alonso riesce ad affiancare e a scavalcare Kubica in uscita dai box, conquistando il terzo posto. La gara di Fernando termina però due giri più tardi con il motore in fumo; per l'asturiano si tratta del secondo ritiro stagionale dopo quello del Gran Premio d'Ungheria. Felipe Massa spiattella le gomme per evitare la Renault ed è costretto ad uno stop ulteriore che gli costa la zona punti. Michael Schumacher, vince per la novantesima volta in carriera, portandosi a -2 in classifica piloti da Alonso, mentre la Ferrari passa in testa tra i costruttori. Robert Kubica ottiene il primo podio in Formula 1, che è anche il primo per un pilota polacco.

### Risultati
I risultati del Gran Premio sono i seguenti:
| Pos | Nº | Pilota               | Costruttore       | Giri | Tempo/Ritiro | Griglia | Punti |
| --- | -- | -------------------- | ----------------- | ---- | ------------ | ------- | ----- |
| 1   | 5  | Michael Schumacher   | Ferrari           | 53   | 1h14'51"975  | 2       | 10    |
| 2   | 3  | Kimi Räikkönen       | McLaren-Mercedes  | 53   | +8"046       | 1       | 8     |
| 3   | 17 | Robert Kubica        | BMW Sauber        | 53   | +26"414      | 6       | 6     |
| 4   | 2  | Giancarlo Fisichella | Renault           | 53   | +32"045      | 4       | 5     |
| 5   | 12 | Jenson Button        | Honda             | 53   | +32"685      | 5       | 4     |
| 6   | 11 | Rubens Barrichello   | Honda             | 53   | +42"409      | 8       | 3     |
| 7   | 8  | Jarno Trulli         | Toyota            | 53   | +44"662      | 11      | 2     |
| 8   | 16 | Nick Heidfeld        | BMW Sauber        | 53   | +45"309      | 3       | 1     |
| 9   | 6  | Felipe Massa         | Ferrari           | 53   | +45"955      | 4       |       |
| 10  | 9  | Mark Webber          | Williams-Cosworth | 53   | +1'12"602    | 19      |       |
| 11  | 15 | Christian Klien      | RBR-Ferrari       | 52   | +1 giro      | 16      |       |
| 12  | 14 | David Coulthard      | RBR-Ferrari       | 52   | +1 giro      | 14      |       |
| 13  | 21 | Scott Speed          | STR-Cosworth      | 52   | +1 giro      | 15      |       |
| 14  | 20 | Vitantonio Liuzzi    | STR-Cosworth      | 52   | +1 giro      | 17      |       |
| 15  | 7  | Ralf Schumacher      | Toyota            | 52   | +1 giro      | 13      |       |
| 16  | 22 | Takuma Satō          | Super Aguri-Honda | 51   | +2 giri      | PL      |       |
| 17  | 19 | Christijan Albers    | MF1-Toyota        | 51   | +2 giri      | 18      |       |
| Rit | 18 | Tiago Monteiro       | MF1-Toyota        | 44   | Freni        | 20      |       |
| Rit | 1  | Fernando Alonso      | Renault           | 43   | Motore       | 10      |       |
| Rit | 4  | Pedro de la Rosa     | McLaren-Mercedes  | 20   | Motore       | 7       |       |
| Rit | 23 | Sakon Yamamoto       | Super Aguri-Honda | 18   | Idraulica    | 22      |       |
| Rit | 10 | Nico Rosberg         | Williams-Cosworth | 9    | Trasmissione | 12      |       |

## Classifiche mondiali

### Piloti
| Pos | Pilota               | Punti |
| --- | -------------------- | ----- |
| 1   | Fernando Alonso      | 108   |
| 2   | Michael Schumacher   | 106   |
| 3   | Felipe Massa         | 62    |
| 4   | Giancarlo Fisichella | 57    |
| 5   | Kimi Räikkönen       | 57    |
| 6   | Jenson Button        | 40    |
| 7   | Juan Pablo Montoya   | 26    |
| 8   | Rubens Barrichello   | 25    |
| 9   | Nick Heidfeld        | 20    |
| 10  | Ralf Schumacher      | 18    |
| 11  | Pedro de la Rosa     | 14    |
| 12  | David Coulthard      | 14    |
| 13  | Jarno Trulli         | 12    |
| 14  | Jacques Villeneuve   | 7     |
| 15  | Robert Kubica        | 6     |
| 16  | Mark Webber          | 6     |
| 17  | Nico Rosberg         | 4     |
| 18  | Christian Klien      | 2     |
| 19  | Vitantonio Liuzzi    | 1     |

### Costruttori
| Pos | Costruttore       | Punti |
| --- | ----------------- | ----- |
| 1   | Ferrari           | 168   |
| 2   | Renault           | 165   |
| 3   | McLaren-Mercedes  | 97    |
| 4   | Honda             | 65    |
| 5   | BMW Sauber        | 33    |
| 6   | Toyota            | 30    |
| 7   | RBR-Ferrari       | 16    |
| 8   | Williams-Cosworth | 10    |
| 9   | STR-Cosworth      | 1     |